# James Lovelock
James Lovelock, angleški naravoslovec, okoljevarstvenik, publicist in futurist, * 26. julij 1919, Letchworth, Anglija, Združeno kraljestvo, † 26. julij 2022, Abbotsbury, Dorset, Anglija.
Bil je neodvisen izumitelj, raziskovalec pisec in okoljevarstvenik v Devonu.
Študiral je kemijo na Univerzi v Manchestru, po študiju pa je postal raziskovalec britanskega Svêta za medicinske raziskave v Londonu, kjer se je ukvarjal z raziskovanjem opeklin. Med drugo svetovno vojno se je najprej izognil vpoklicu z ugovorom vesti, kasneje pa si je premislil in želel vstopiti v vojsko, vendar so ga prepričali, da je njegovo delo preveč pomembno. 
Po vojni je leta 1948 doktoriral iz medicine na Londonski šoli higiene in tropske medicine, nakar je dvajset let deloval na Nacionalnem inštitutu za medicinske raziskave. Njegovo takratno delo je pomembno vplivalo na krioniko. Deloval je tudi na več ameriških univerzah in kot svetovalec za ameriško vesoljsko agencijo (NASA). Za Naso je razvil detektor atomov in molekul v plinih ter z njim odkril veliko količino CFC-jev v ozračju. V tem obdobju je razvil tudi svojo hipotezo o Gaji, po kateri je bržkone najbolj znan.
V kasnejših letih je predstavil svojo hipotezo v več poljudnih knjigah, izpostavil pa se je med drugim tudi kot zagovornik jedrske energije, svaril pred učinkom tople grede in predlagal geoinženirske postopke za spodbujanje rasti alg v oceanih, ki bi črpale ogljikov dioksid iz ozračja in ga odlagale na oceansko dno.
Leta 1974 je bil izvoljen za člana Kraljeve družbe.